# Grand Army Plaza (stacja metra)
Grand Army Plaza – stacja metra nowojorskiego, na linii 2, 3 i 4. Znajduje się w dzielnicy Brooklyn, w Nowym Jorku i zlokalizowana jest pomiędzy stacjami Bergen Street i Eastern Parkway – Brooklyn Museum. Została otwarta 23 sierpnia 1920.